# Katherine Chancellor
Katherine Chancellor is een personage uit de Amerikaanse soapserie The Young and the Restless.
De rol werd van 1973 tot 2013 gespeeld door actrice Jeanne Cooper. Samen met Jill Abbott is ze een van de enige twee personages uit het eerste jaar van de serie speelt degene die al het langst meespeelt, omdat Jill al door verschillende actrices gespeeld werd. De serie startte in maart 1973 en door slechte kijkcijfers wierf William J. Bell de gevierde actrice Jeanne Cooper aan om de kijkcijfers op te krikken. In 2005 maakte ze een korte cross-over naar zustersoap The Bold and the Beautiful. Cooper was op 3 mei 2013 het laatst te zien in de serie, waarna ze ziek werd en plotseling overleed. Haar personage verdween voor een lange tijd uit beeld en eind augustus kregen de andere personages te horen dat Katherine overleden was.

## Personagebeschrijving
Katherine was een van de rijkste dames van Genoa City. Ze was de eigenaar van Chancellor Industries en daardoor ook van de dochteronderneming Jabot Cosmetics.